# Ivete Sangalo
Ivete Maria Dias de Sangalo Cady (phát âm tiếng Bồ Đào Nha: [iˈvɛtʃi sɐ̃ˈɡaɫu], sinh ngày 27 tháng 5 năm 1972) là nữ ca sĩ kiêm sáng tác nhạc, diễn viên và người dẫn chương trình truyền hình người Brasil. Cô là một trong những nghệ sĩ nữ thành công nhất về thương mại ở Brasil với sáu album phòng thu được phát hành với nhóm nhạc Banda Eva và thêm bảy album khác với tư cách nghệ sĩ đơn ca. Ivete Sangalo được biết đến với những màn trình diễn âm nhạc trực tiếp, chất giọng tốt và phong cách hát đặc trưng. Âm nhạc của cô cũng phổ biến tại Bồ Đào Nha. Tổng cộng trong sự nghiệp của mình, cô đã bán được hơn 15 đĩa nhạc.

## Thời thơ ấu
Ivete Sangalo sinh ra và lớn lên tại thành phố Juazeiro, bang Bahia. Cô là người gốc Âu, ông nội của cô sinh ra ở Tây Ban Nha. Ivete bắt đầu ca hát trong các sự kiện ở trường khi còn đi học. Sau này, cô bắt đầu đi hát tại các quán bar. Sau đó không lâu, cô có cơ hội ký hợp đồng với hãng Sony Music. Năm 1993, Sony thành lập ban nhạc Banda Eva với Ivete là một trong những ca sĩ hát chính.

## Sự nghiệp

### 2012–nay: Real Fantasia
Album phòng thu thứ tám của Ivete là Real Fantasia, đã được cho ra mắt khán giả vào tháng 10 năm 2012. Album có sự hợp tác về mặt hình ảnh với Giovanni Bianco, giám đốc nghệ thuật của nữ ca sĩ người Mỹ, Madonna.
Năm 2015, Sangalo tại lễ hội âm nhạc Rock in Rio USA tại thành phố Las Vegas, bang Nevada, Hoa Kỳ.